# Ernest Midy
Ernest Midy (Brussel, 20 augustus 1877 – Heide-Kalmthout, 1938) was een Belgisch kunstschilder die behoorde tot de Molse School.

## Biografie
In 1898 en 1901 nam Midy vruchteloos deel aan de wedstrijd voor de Prijs van Rome voor schilderkunst.
Hij woonde voor de Eerste Wereldoorlog in Mol en ijverde er voor de oprichting van een tekenschool, iets wat eind 1902 gerealiseerd werd. Hij was in 1904 zelf directeur tot 1914. Hij werd opgevolgd door Leon Dekoninck.
Midy schilderde landschappen, dorpsgezichten, figuren, portretten en boereninterieurs met personages zoals spinsters of moeders bij de wieg.
Midy had zijn atelier in de Boerestraat op het Sluis (Mol).
Hij nam deel aan de Internationale Kunsttentoonstelling te Mol in 1907 met “Naar de weide. Sluis”, “Zomeravond” en “Middagzon”. Deze tentoonstelling had de bedoeling Mol op de kaart te zetten als centrum van een Kempische schilderschool (Molse School).
De kunstschilder Edgar Farasyn (1858-1938) was een goede vriend van Ernest Midy. Hij kwam regelmatig bij hem op bezoek en schilderde dan Kempense landschappen.
Hij woonde in de Kerkhofstraat 12 in Mol. Na de Eerste Wereldoorlog woonde hij echter in Heide bij Kalmthout. Hij is begraven in Kalmthout.

## Tentoonstellingen
- 1903, Antwerpen (Kon. Maatschappij van Aanmoediging van Schone Kunsten),Tentoonstelling van waterverfschilderijen – pastels – etsen - &a ("De witte hoeve te Heide"; pastel)
- 1907, Mol, Internationale Kunsttentoonstelling
- 1999, retrospectieve in de Sint-Aldegondiskerk in As
- 1999, Stedelijke Academie voor Schone Kunsten, Turnhout.
- 2003, retrospectieve in het CC. Het Gasthuis in Aarschot.
- 2007, Schildersdorpen in de Kempen: De Molse School , Museum Kempenland, Eindhoven.
- 2007, 100 jaar Molse schilderschool, Jakob Smitsmuseum, Mol

## Musea
- Eindhoven, Museum Kempenland
- Mol, Jakob Smitsmuseum

- International Standard Name Identifier: 0000 0003 9699 5710
- Nederlandse Thesaurus van Auteursnamen: 321070941
- RKD-Nederlands Instituut voor Kunstgeschiedenis: 55987
- Virtual International Authority File: 292074615
- WorldCat: E39PBJwCVkCK6dP8qtdpmPFkDq